# 10982 Poerink
10982 Poerink este un asteroid din centura principală de asteroizi.

## Descriere
10982 Poerink este un asteroid din centura principală de asteroizi. A fost descoperit pe 11 octombrie 1977 la Observatorul Palomar de Cornelis Johannes van Houten, Ingrid van Houten-Groeneveld și Tom Gehrels. Asteroidul prezintă o orbită caracterizată de o semiaxă mare de 3,19 ua, o excentricitate de 0,29 și o înclinație de 13,2° în raport cu ecliptica.